# Lär mig din väg, o Gud
Lär mig din väg, o Gud är en psalm med text av Ray Mascher. Den översattes till svenska av H. Johnson och sjungs till en melodi av Emil Anjou. Psalmen har tre verser i 3/4-dels takt i F-dur. Den kan kombineras med texten i  Romarbrevet 12:2 vid gudstjänst.

## Publicerad i
- Kristus vandrar bland oss än 1965, som nr 34.
- EFS-tillägget 1986 som nr 783 under rubriken "Efterföljd  — helgelse".